# Vrekkenkrant
De Vrekkenkrant, vakblad voor de spaarzame kant van Nederland was een tijdschrift dat een eenvoudige en sobere levenswijze wilde promoten op een luchtige, humoristische, niet-moraliserende manier. Al vrij snel werd dit omschreven als consuminderen. Het blad werd aanvankelijk uitgegeven als krantje van zes pagina's in een oplage van 250 exemplaren. Uiteindelijk steeg het abonneeaantal tot 4500. Naast artikelen over zuinig leven en verstandig omgaan met geld en spullen bevatte de Vrekkenkrant veel bezuinigingstips ingezonden door lezers. Een en ander was verluchtigd met cartoons van illustrator Wesley en kleine illustraties uit vooral oude andere tijdschriften. 
De Vrekkenkrant was een initiatief van Hanneke van Veen en Rob van Eeden. Het blad ontstond in 1992 uit onvrede met de overconsumptie begin jaren negentig van de twintigste eeuw. Een van de inspirators voor de makers van de Vrekkenkrant was Amy Dacyczyn, uitgever en auteur van de Tightwad Gazette, een blad dat eveneens ging over zuinig leven, veel zelf doen en sparen. In de Verenigde Staten had het blad meer dan honderdduizend abonnees. 

## Publiciteit
Het blad kreeg enorme publiciteit, ten eerste door een paginagroot artikel in De Telegraaf van 18 juli 1992, gevolgd door publicaties in bijna alle andere Nederlandse media. In de ruim vier jaar van zijn bestaan stonden zeker 750 artikelen in de Nederlandse kranten en bladen, maar ook in buitenlandse bladen als Le Monde, Humo, The European en zelfs een Indiaas dagblad. Ook in Duitsland toonde de pers veel belangstelling en werd het Nederlandse Vrekkenechtpaar omgedoopt tot "Das geizigste Ehepahr Europas". Het paar trad op in tientallen talkshows, tv- en radioprogramma's in Nederland, België, Duitsland en Oostenrijk.
Het blad riep hevige reacties op. Zo vroeg Marcel Hulspas zich in de Intermediair van 22 mei 1992 af waarom de makers van de Vrekkenkrant hun leven niet bekortten als ultieme besparing. Ook leverden ingezonden tips als "theezakjes aan de waslijn" veel hilariteit op. Minima en uitkeringstrekkers reageerden vaak in de trant van: "Eindelijk een blad dat ons niet oproept iets te kopen wat we niet kunnen/willen betalen, maar dat serieus ingaat op onze geldproblemen."
Tot 22 november 1996 kwamen 28 nummers van het blad uit, die later gebundeld als boek werden uitgegeven onder de titel De Vrekkenkrant Compleet. De vele honderden ingezonden brieven aan de Vrekkenkrant gingen na opheffing van het blad als tijdsdocument naar het archief van het Centrum voor Volkscultuur, tegenwoordig het Kenniscentrum Immaterieel Erfgoed Nederland.

## Uitgever
De Vrekkenkrant werd aanvankelijk in eigen beheer uitgegeven. Vanaf 1994 gaf een door de auteurs opgerichte stichting Zuinigheid met Stijl het blad uit. Ook gaf deze stichting boeken uit en organiseerde cursussen, evenementen en lezingen. De boeken over consuminderen en aanverwante onderwerpen beleefden veel drukken en kwamen onder andere ook in Duitsland uit. Op basis van het boek Je geld of je leven bood Zuinigheid met Stijl cursussen van Hanneke van Veen en Rob van Eeden aan in Nederland, België, Duitsland en Oostenrijk. Je geld of je leven was een geheel herschreven versie van de Amerikaanse bestseller Your Money or Your Life van Vicky Robin en Joe Dominguez, die beschreven hoe zij grip op hun leven kregen door een gedetailleerde boekhouding bij te houden over hun (spaar)geld.
Enkele maanden nadat de Vrekkenkrant stopte, zette een nieuwe uitgever het blad voort. Hij doopte het om in Genoeg, Non-glossy Magazine voor Minima en Maxima. Dit nieuwe blad, waarvan Hanneke van Veen het eerste jaar hoofdredacteur was, werd vernoemd naar "de economie van het genoeg" van de econoom Bob Goudzwaard.